# Distrito de Aarberg
El Distrito de Aarberg fue uno de los veintiséis distritos del cantón de Berna (Suiza), ubicado al noroeste del cantón, tuvo una superficie de 153 km². La capital del distrito era Aarberg.

## Geografía
El distrito de Aarberg hizo parte de la región del Seeland, la cual está formada por los distritos vecinos al lago de Bienne. El distrito limitaba al norte con el distrito de Büren, al noreste con el distrito de Bucheggberg (SO), al este con el de Fraubrunnen, al sur con los distritos de Berna y Laupen, al suroeste con el distrito de See (FR), al oeste con Erlach, y al noroeste con Nidau.

## Historia
Señoría desde el siglo XII hasta 1358 o 1376, luego bailía bernesa hasta 1798, bailía del cantón de Berna desde 1803 y distrito desde 1831. El actual distrito se extiende sobre una parte del Seeland, las colinas del Frienisberg y la meseta de Rapperswil. 
La señoría de Aarberg se formó a partir de las reparticiones succesoriales de las posesiones de los condes de Neuchâtel. La señoría perteneció en un principio (1215-1276), junto con la señoría de Valangin, a Ulrico III de Neuchâtel y a su hijo Ulrico de Aarberg. Estos fundaron la ciudad de Aarberg, para hacer en ella el centro de su señoría, para lo cual la dotaron de franquicias. Más tarde, bajo la tutela de los señores de Aarberg, la señoría se componía básicamente de la ciudad y de los pueblos de Lyss, Busswil, Bargen y Kappelen. 
Pedro, el último conde, sin dinero, hipoteca la señoría a la ciudad de Berna en 1358. Una vez arruinado, no teniendo dinero para pagar por lo menos una cuota de la hipoteca, vende la señoría a su primo Rodolfo IV de Nidau en 1367, el cual tampoco pudo rembolsarle a Berna el dinero prestado. Luego de la muerte de Rodolfo en 1375, Berna adquirió definitivamente la señoría de manos de sus herederos, los Thierstein y los Kyburgo. Aarberg jamás había sido un alodio del conde, pero un feudo imperial; Berna también fue feudalizada por el emperador Segismundo en 1414.
Berna subordonó a su nueva bailía de Aarberg, las comunidades de Affoltern, Kallnach, Niederried bei Kallnach y Radelfingen. El castillo de Aarberg, sirvió como sede de la bailía y del tribunal local. A pesar de esta larga tradición administrativa, la bailía, disuelta en 1798, fue anexada al distrito de Zollikofen. En 1803 la bailía fue restablecida y engordada por las comunas de Meikirch, Rapperswil, Schüpfen y Seedorf. El castillo es todavía sede de la prefectura. Desde 1997, el distrito de Aarberg hace parte de la región Jura bernés-Seeland, y se encuentra asociado con los distritos de Büren y de Erlach. El distrito fue disuelto tras la entrada en vigor de la nueva organización territorial del cantón de Berna, tras la cual el distrito de Aarberg fue absorbido en su casi totalidad (con excepción de la comuna de Meikirch) por el distrito administrativo del Seeland.

## Comunas
El distrito hasta su disolución estuvo compuesto por doce comunas:
| Comunas                 | Población (31.12.2006) | Superficie en km² |
| ----------------------- | ---------------------- | ----------------- |
| Aarberg                 | 3954                   | 7,9               |
| Bargen                  | 934                    | 7,9               |
| Grossaffoltern          | 2824                   | 15,1              |
| Kallnach                | 1511                   | 10,6              |
| Kappelen                | 1135                   | 10,9              |
| Lyss                    | 10.974                 | 11,8              |
| Meikirch                | 2373                   | 10,3              |
| Niederried bei Kallnach | 295                    | 4,6               |
| Radelfingen             | 1222                   | 14,7              |
| Rapperswil              | 2135                   | 18,2              |
| Schüpfen                | 3263                   | 19,8              |
| Seedorf                 | 2947                   | 20,9              |
| Total (12)              | 33.564                 | 152,7             |